# Логинов, Андрей Викторович
Андре́й Ви́кторович Ло́гинов (род. 1 июля 1957, Нижний Тагил, РСФСР, СССР) — российский государственный и научный деятель. С 21 июня 2024 года и. о. ректора РГГУ, председатель ученого совета РГГУ, председатель комиссии РИО по вопросам высшего исторического образования. Доктор политических наук (2006), заслуженный юрист Российской Федерации (2008).

## Биография
Родился в 1957 году в Нижнем Тагиле. В 1979 году окончил МГУ имени М. В. Ломоносова, в 1978—1987 работал на кафедре этнографии исторического факультета МГУ. Защитил кандидатскую диссертацию на тему «Формирование индейского населения Оклахомы в XIX в.» (1984).
В 1987 году стал советником Посольства СССР в Афганистане, в 1989 году — научным сотрудником Института этнографии им. Н. И. Миклухо-Маклая.
С 1990 по 1992 — консультант отдела по вопросам межнациональных отношений Секретариата Верховного Совета СССР.
Начальник Главного управления по связям с органами власти, общественностью и средствами массовой информации Министерства топлива и энергетики Российской Федерации (1993—1994).
С 1994 по 2000 год работал в администрации президента России: начальник отдела по взаимодействию с депутатами Совета Федерации и Государственной думы, после — начальник управления по взаимодействию с политическими партиями, общественными объединениями, фракциями и депутатами палат Федерального Собрания, затем — начальник управления по вопросам внутренней политики.
Полномочный представитель Правительства Российской Федерации в Государственной Думе (2000—2012).
7 декабря 2012 года назначен заместителем Руководителя Аппарата Правительства Российской Федерации.
20 июля 2020 года назначен статс-секретарём — заместителем Министра юстиции Российской Федерации.
Доктор политических наук, тема: «Государственно-церковные отношения: политологический анализ» (2006). В 2015—2018 годах заведующий кафедрой управления в сфере межэтнических и межконфессиональных отношений на факультете госуправления МГУ; профессор.

## Некоторые научные публикации
Книги
- Коренные американцы и капиталистическая экспансия США в XIX в.: история индейской территории. — М.: Изд-во МГУ, 1994. — 166,[1] с.
- Власть и вера: Государство и религиозные институты в истории и современности. — М.: Большая Российская энциклопедия, 2005. — 496 с.
- Россия и Евразия. Евразийский вектор: поиски российской цивилизационной идентичности в XX столетии. — М.: Большая российская энциклопедия, 2013. — 551 с
- Евразия и Ислам. Евразийский вектор: мусульманская религиозная и общественно-политическая мысль о цивилизационном единстве России-Евразии. — М.: Большая Российская энциклопедия, 2017. — 343 с.
- Русская идея в национальных духовных поисках (от зарождения Руси до XIX в.). — М.: Русский путь, 2020. — 512 с.

Статьи
- Эволюция правового положения индейцев Оклахомы (кон. XVIII — нач. XX вв.) // Вестник Московского университета. Серия 8: История. — 1982. — № 4. — С. 38—49.
- Т. Соуэлл. Этническая Америка: история. Нью-Йорк, 1981 // Новая и новейшая история. — 1983. — № 1. — С. 195—198.
- Истоки и основные этапы формирования индейского населения Оклахомы // Вестник Московского университета. Серия 8: История. — 1983. — № 4. — С. 47—59.
- Конец «Индейской территории» в США // Вопросы истории. — 1984. — № 5. — С. 184—189.
- <Ряд статей по американским индейцам>. Народы мира: Историко-этнографический справочник / Гл. ред. Ю. В. Бромлей. — М.: Советская энциклопедия, 1988.
- Этнологические подходы в американском религиоведении. // Этнология в США и Канаде. — М.: Наука, 1989. — С. 241—257.
- Этико-правовые основы свободы совести как предпосылки свободной самоидентификации личности. // Религия в самосознании народа (религиозный фактор в идентификационных процессах) / Отв. ред. М. П. Мчедлов — М.: Институт социологии РАН, 2008. — С. 27—44.

## Награды
- Благодарность Правительства Российской Федерации (24 июля 2001) — за успешное осуществление взаимодействия с палатами Федерального Собрания Российской Федерации в период весенней сессии 2001  года и активную работу в Комиссии Правительства Российской  Федерации по законопроектной деятельности[9]
- Благодарность Правительства Российской Федерации (29 декабря 2001) — за успешное взаимодействие с Государственной Думой Федерального Собрания Российской Федерации и Советом Федерации Федерального Собрания Российской Федерации в период осенней сессии 2001 года и активную работу по формированию законодательной базы[10]
- Благодарность Президента Российской Федерации (19 февраля 2002) — за большой вклад в разработку проекта федерального бюджета на 2002 год и активное участие в законотворческой деятельности[11]
- Благодарность Правительства Российской Федерации (18 декабря 2003) — за многолетний безупречный труд[12]
- Почётная грамота правительства Российской Федерации (14 декабря 2004) — за многолетний безупречный труд[13]
- Почётная грамота правительства Российской Федерации (6 мая 2008) — за активное участие в законотворческой деятельности[14]
- Заслуженный юрист Российской Федерации (12 декабря 2008) — за заслуги в укреплении законности и многолетнюю плодотворную деятельность[15]
- Благодарность Президента Российской Федерации (21 октября 2009) — за большой вклад в реконструкцию памятников исторического и культурного наследия, создание объектов федерального значения в городе Санкт-Петербурге[16]
- Медаль Столыпина П. А. II степени (29 июня 2017) — за большой вклад в обеспечение деятельности Правительства Российской Федерации и многолетнюю безупречную государственную службу[17]
- Медаль Столыпина П. А. I степени (2020)[18]
- Благодарность Президента Российской Федерации (9 июля 1996) — за активное участие в организации и проведении выборной кампании Президента Российской Федерации в 1996 году[19]
- Орден Александра Невского (2022)[18].
- Благодарность Президента Российской Федерации (17 апреля 2025) — за вклад в обеспечение деятельности Совета по взаимодействию с религиозными объединениями при Президенте Российской Федерации[20]